# Churubusco (Indiana)
Churubusco és una població dels Estats Units a l'estat d'Indiana. Segons el cens del 2000 tenia 1.666 habitants.

## Demografia
Segons el cens del 2000, Churubusco tenia 1.666 habitants, 650 habitatges, i 438 famílies. La densitat de població era de 722,7 habitants per km².
Dels 650 habitatges en un 36% hi vivien nens de menys de 18 anys, en un 50,9% hi vivien parelles casades, en un 13,1% dones solteres, i en un 32,5% no eren unitats familiars. En el 28,6% dels habitatges hi vivien persones soles el 13,8% de les quals corresponia a persones de 65 anys o més que vivien soles. El nombre mitjà de persones vivint en cada habitatge era de 2,54 i el nombre mitjà de persones que vivien en cada família era de 3,15.
Per edats la població es repartia de la següent manera: un 29% tenia menys de 18 anys, un 9,7% entre 18 i 24, un 30,4% entre 25 i 44, un 18,6% de 45 a 60 i un 12,3% 65 anys o més.
L'edat mediana era de 33 anys. Per cada 100 dones de 18 o més anys hi havia 83,1 homes.
La renda mediana per habitatge era de 39.583 $ i la renda mediana per família de 49.279 $. Els homes tenien una renda mediana de 34.844 $ mentre que les dones 22.161 $. La renda per capita de la població era de 17.814 $. Entorn del 3,2% de les famílies i el 4,9% de la població estaven per davall del llindar de pobresa.

## Poblacions més properes
El següent diagrama mostra les poblacions més properes.